# Cynoglossum viridiflorum
Cynoglossum viridiflorum är en strävbladig växtart som beskrevs av Pallas och Lehmann. Cynoglossum viridiflorum ingår i släktet hundtungor, och familjen strävbladiga växter. Inga underarter finns listade i Catalogue of Life.